# Ejército Gubernamental (Bohemia y Moravia)
El Ejército Gubernamental (en checo: Vládní vojsko; en alemán: Regierungstruppen) fue la fuerza militar del Protectorado de Bohemia y Moravia durante el período de la ocupación alemana de las tierras checas.
Establecida el 25 de julio de 1939, la fuerza ligeramente armada de menos de 7.000 hombres estuvo operacionalmente limitada a la seguridad interna durante la mayor parte de su existencia, con la excepción de un breve despliegue en el norte de Italia en apoyo de las fuerzas alemanas en la primavera de 1944. Durante En el levantamiento de Praga, algunos elementos del ejército gubernamental se rebelaron y se unieron a la rebelión. Después de la Segunda Guerra Mundial, el inspector general del Ejército Gubernamental, Jaroslav Eminger, fue juzgado y absuelto por cargos de colaboración con Alemania.

## Historia

### Organización
El Ejército Gubernamental se creó después de la disolución del Ejército de Checoslovaquia, que ocurrió después de la ocupación alemana de las tierras checas, y se constituyó oficialmente el 25 de julio de 1939 por la Orden del Gobierno N.º 216. La decisión alemana de permitir la organización de una fuerza militar bajo control directo del Protectorado de Bohemia y Moravia se debió a tres factores. Primero, la disolución completa del ejército checoslovaco trajo consigo un aumento concurrentemente grande en la tasa de desempleo; El mantenimiento continuo de al menos una fuerza militar fraccional podría mitigar eso hasta cierto punto. Segundo, Alemania estaba ansiosa por legitimar su ocupación demostrando cierta tolerancia para la continuación de las instituciones checas. Tercero, había una necesidad obvia de algún tipo de guardia personal para el presidente del estado del protectorado, Emil Hácha.
El Ejército Gubernamental tenía una fuerza autorizada de 7.000 hombres y un período de alistamiento de doce años; en su apogeo tenía una fuerza real de 6.500 tropas organizadas en doce batallones. A pesar del tamaño diminuto de la fuerza, contaba con 40 generales.
Emil Hácha, el Presidente del Estado, era el comandante en jefe del Ejército del Gobierno, con el mando operativo otorgado a un inspector general que, durante todo el período de existencia del ejército, fue Jaroslav Eminger. El ejército se organizó en tres inspecciones regionales con sede en Praga, Brno y Hradec Kralove.
El primer batallón del ejército del gobierno se encargó de la protección del presidente del estado, así como de los deberes públicos en la residencia presidencial del castillo de Lány. A partir de noviembre de 1939, asumió la responsabilidad de custodiar el Castillo de Praga en concierto con las fuerzas alemanas, una misión realizada anteriormente por la Guardia del Castillo de Praga del difunto ejército checoslovaco.
Inicialmente, la mayor parte del ejército del gobierno consistía en oficiales y hombres transferidos directamente del antiguo ejército checoslovaco. Por razones políticas, gran parte del personal original del ejército fue despedido gradualmente para ser reemplazado por nuevos reclutas ajenos a las fuerzas armadas de la Checoslovaquia anteriormente independiente. Los nuevos reclutas se limitaron a varones checos de entre 18 y 24 años de edad, de etnia aria, de al menos 165 centímetros de altura, con buena salud y sin antecedentes penales. El último reclutamiento anual del ejército ocurrió en 1943.
En mayo de 1945, con el colapso del protectorado, el control de facto del Ejército del Gobierno pasó al gobierno checoslovaco devuelto que desactivó la fuerza después de transferir primero algunos de sus soldados al Ejército checoslovaco reconstituido.

### Operaciones
Antes de 1944, las fuerzas del Ejército Gubernamental se desplegaron principalmente para proporcionar seguridad a lo largo de las líneas de ferrocarril, para apoyar la defensa civil, para tareas de tareas públicas y, durante el invierno de 1943 a 1944, en un esfuerzo de corta duración para capturar sitios de caída de paracaidistas en Bohemia y Moravia utilizada por los combatientes de la resistencia checa. Según un relato, cuando un oficial subordinado le preguntó qué deberían hacer los soldados del Protectorado en caso de que interceptaran con éxito a los paracaidistas, el general Jaroslav Eminger respondió: "si hay pocos los ignorará, si hay muchos se unirá a ellos".
En 1943, el ministro de Educación, Emanuel Moravec, presentó una propuesta para desplegar el ejército en el frente oriental en apoyo de las operaciones alemanas. El presidente del estado, Hácha, discutió la propuesta con el SS-Obergruppenführer Karl Hermann Frank, quien finalmente decidió no remitirla a Adolf Hitler.
El único despliegue extranjero del Ejército del Gobierno se produjo en mayo de 1944 cuando todo el ejército, con la excepción del 1er Batallón, fue trasladado al norte de Italia para apoyar las operaciones militares alemanas allí. Las responsabilidades en Italia se limitaron a un papel pasivo en la construcción de fortificaciones y posiciones de campo. Mientras que en Italia, aproximadamente 600 de los soldados checos desertaron al lado de los partidarios italianos, debido en parte a los efectos de la campaña de propaganda "Operación Chucrut" de la Oficina de Servicios Estratégicos de los Estados Unidos.
El 5 de mayo de 1945, el 1.º Batallón del Ejército Gubernamental se rebeló y se unió a los partidarios checos en la Batalla por la Radio Checa. Tres días después, una fuerza separada del ejército se trasladó al antiguo ayuntamiento para ayudar en su defensa contra el ataque alemán.

## Uniformes y equipamiento

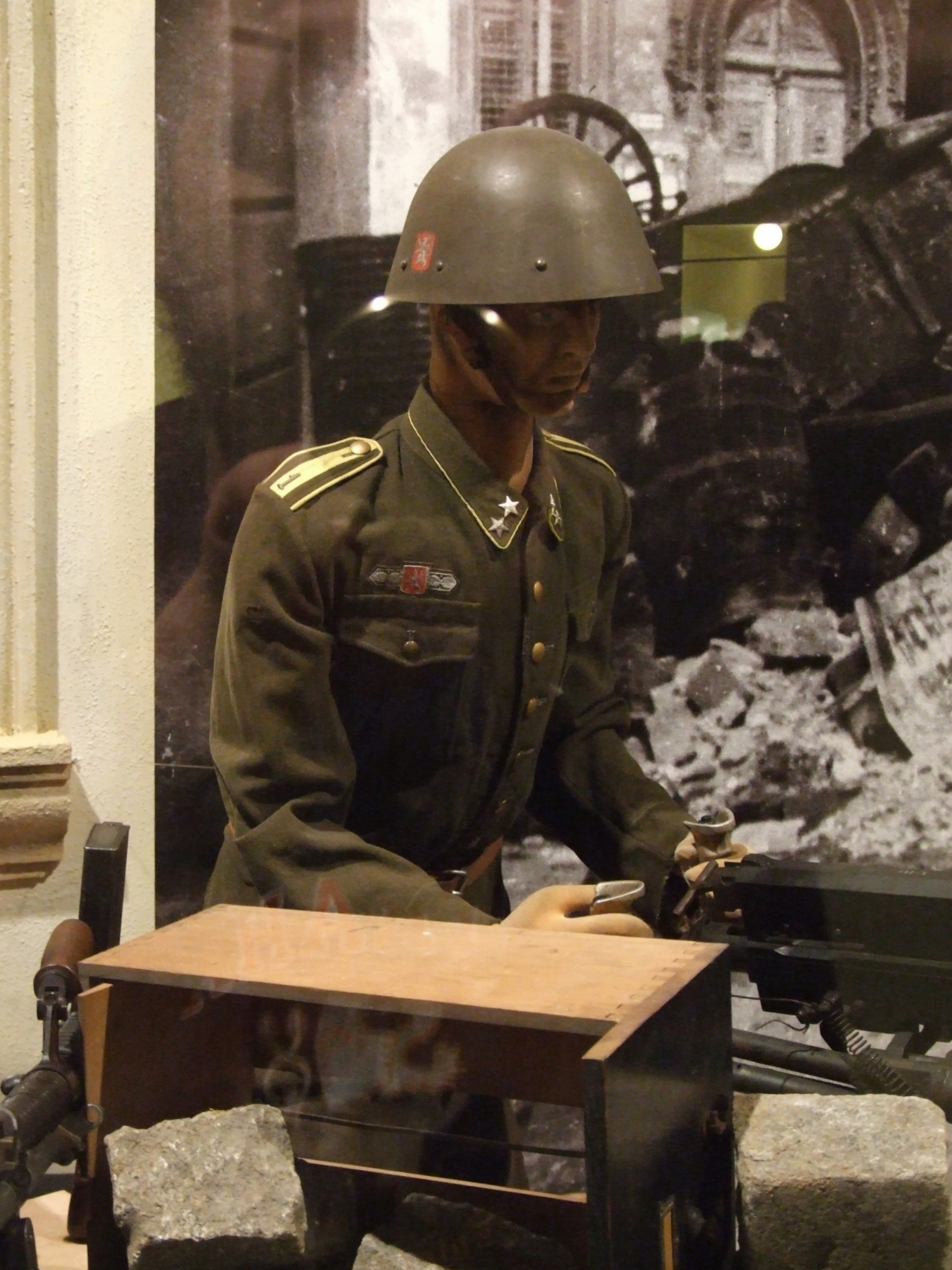
Uniforme de un Teniente Primero del Ejército Gubernamental.

El ejército solo estaba equipado con armas ligeras en forma de pistolas vz. 24, revólveres M1898, rifles Mannlicher M1895 y bayonetas. Un plan para levantar una tropa de caballería fue archivado debido a la falta de caballos. Sus uniformes se basaban en los del difunto ejército checoslovaco, utilizando insignias de rango del antiguo ejército austríaco.
La única decoración del Ejército Gubernamental fue una Insignia de Logro creada en 1944 y otorgada en tres clases por "asistencia repetida a las fuerzas alemanas".

### Rangos
| Rangos en 1939–40  | Rangos en 1939–40 | Rangos en 1940–45 | Rangos en 1940–45 | Rango comparativo en el Heer |
| ------------------ | ----------------- | ----------------- | ----------------- | ---------------------------- |
|                    |                   |                   |                   | General der Waffengattung    |
| Generál I. třídy   |                   |                   |                   |                              |
|                    |                   |                   |                   | Generalleutnant              |
| Generál II. třídy  |                   |                   |                   |                              |
|                    |                   |                   |                   | Generalmajor                 |
| Generál III. třídy |                   |                   |                   |                              |
|                    |                   |                   |                   | Oberst                       |
| Plukovník          |                   |                   |                   |                              |
|                    |                   |                   |                   | Oberstleutnant               |
| Podplukovník       |                   |                   |                   |                              |
|                    |                   |                   |                   | Major                        |
| Major              |                   |                   |                   |                              |
|                    |                   |                   |                   | –                            |
| Štábní kapitán     | Štábní kapitán    | Hejtman I. třídy  | Hejtman I. třídy  |                              |
|                    |                   |                   |                   | Hauptmann                    |
| Kapitán            | Kapitán           | Hejtman           | Hejtman           |                              |
|                    |                   |                   |                   | Oberleutnant                 |
| Nadporučík         |                   |                   |                   |                              |
|                    |                   |                   |                   | Leutnant                     |
| Poručík            |                   |                   |                   |                              |
|                    |                   |                   |                   | Stabsfeldwebel               |
| Praporčík          | Praporčík         | Štábní strážmistr | Štábní strážmistr |                              |
|                    |                   |                   |                   | Oberfeldwebel                |
| Štábní rotmistr    | Štábní rotmistr   | Vrchní strážmistr | Vrchní strážmistr |                              |
|                    |                   |                   |                   | Feldwebel                    |
| Rotmistr           | Rotmistr          | Strážmistr        | Strážmistr        |                              |
|                    |                   |                   |                   | Unterfeldwebel               |
| Rotný              |                   |                   |                   |                              |
|                    |                   |                   |                   | Unteroffizier                |
| Četař              |                   |                   |                   |                              |
|                    |                   |                   |                   | Obergefreiter                |
| Desátník           |                   |                   |                   |                              |
|                    |                   |                   |                   | Gefreiter                    |
| Svobodník          |                   |                   |                   |                              |
|                    |                   |                   |                   | Schütze                      |
| Vojín              | Vojín             | Střelec           | Střelec           |                              |
| Fuente:            |                   |                   |                   |                              |

## Legado
Se ha debatido si el Ejército Gubernamental puede considerarse una fuerza colaboracionista, o simplemente el ejército sumiso de un estado derrotado. Su oficial al mando, Jaroslav Eminger, fue juzgado y absuelto por cargos de colaboración después de la Segunda Guerra Mundial, algunos miembros de la fuerza participaron en operaciones de resistencia activa simultáneas con su servicio en el ejército y, en los últimos días del conflicto, elementos del ejército se unieron al levantamiento de Praga.
El actor checo Karel Effa fue un notable soldado en el Ejército Gubernamental.

## Fuerzas relacionadas
En marzo de 1945, Alemania autorizó la creación de la Compañía de San Wenceslao (en checo: Svatováclavská rota), una legión extranjera de voluntarios checos para servir con las Waffen-SS. El reclutamiento cayó por debajo de los objetivos alemanes y la unidad nunca vio combate.